# Arnold Vilhelm Olsen
Arnold Vilhelm Olsen, född 30 augusti 1889 i Köpenhamn, död 10 maj 1980, var en dansk manusförfattare och presschef hos Nordisk Film 1937–1962.

## Filmmanus i urval
- 1927 – Vester vov vov
- 1929 – Højt på en kvist
- 1931 – Krudt med knald
- 1932 – Han, Hun og Hamlet

## Regi
- 1949 – Kejserens nye klæder